# Tak, kochanie
Tak, kochanie (tytuł oryg. Yes, Dear) – amerykański serial telewizyjny (sitcom) nadawany oryginalnie w latach 2000–2006 przez stację CBS. W Polsce serial emitowały stacje: TVP1, Polsat, Comedy Central i Comedy Central Family.

## Fabuła
Greg i Kim Warnerowie prowadzą normalne spokojne życie, zmierzają ku idealnemu małżeństwu i mają dwójkę dzieci, Sama i Emily. Niestety z powodu bankructwa siostra Kim - Christine, wraz z mężem Jimmym i dwójką dzieci, Dominicem i Loganem, wprowadza się do Warnerów. Odtąd życie całej rodziny ulega zmianie. Hughesowie mieszkają u szwagrów w domku gościnnym, postawionym w ogrodzie, Jimmy pracuje w tej samej firmie, co Greg (z tym, że Jimmy jest tam tylko ochroniarzem), a Kim i jej siostra przesiadują w domach, lecz domowymi obowiązkami zajmuje się tylko Kim, ponieważ Christine twierdzi, że musi odpocząć od pracy i od dzieci. Cała rodzina jednak nie zawsze żyje w zgodzie, ponieważ Greg stara się być we wszystkim lepszym od Jimmy’ego (ciągle też narzeka na to, że musi żyć ze szwagrami).

## Obsada

### Role główne
- Anthony Clark − Gregory Thomas „Greg” Warner
- Mike O’Malley − James „Jimmy” Hughes Jr.
- Liza Snyder − Christine Hughes z d. Ludke
- Jean Louisa Kelly − Kim Warner z d. Ludke

### Role drugoplanowe i epizodyczne
- Joel Homan − Dominic Hughes
- Brendon Baerg − Logan Hughes
- Anthony i Michael Bain − Sam Warner
- Madison i Marissa Poer − Emily Warner
- Christopher i Nicholas Berry − Logan Hughes
- Jerry Van Dyke − James „Big Jimmy” Hughes Sr.
- Tim Conway − Tom Warner
- Vicki Lawrence − Natalie Warner
- Beth Grant − Kitty Hughes
- Dan Hedaya − Don Ludke
- Alley Mills − Jenny Ludke
- Billy Gardell − Billy Colivita
- Phill Lewis − Roy Barr
- Brian Doyle-Murray − pan George Savitsky
- Kathryn Joosten − Claire Atkinson
- Corbin Bernsen − Gary Walden
- Shelley Long − Margaret
- Larry Clarke − Artie
- Daveigh Chase − Brooke

i inni